# Jan van Diepenbeek
Jan Antonie van Diepenbeek (* 5. August 1903 in Uitgeest; † 8. August 1981 in Den Helder) war ein niederländischer Fußballspieler.

## Karriere

### Verein
Van Diepenbeek, der stets mit einer markanten Brille spielte, begann in der Jugend von Wilhelmina Vooruit aus Amsterdam mit dem Fußballspielen. Nachdem er in den Seniorenbereich aufgerückt war, wechselte er 1929 zu Ajax Amsterdam. Dort gewann er viermal die nationale Meisterschaft. 1938 kehrte er zu Wilhelmina Vooruit zurück, wo er 1950 seine Karriere beendete.

### Nationalmannschaft
Am 10. Dezember 1933 debütierte van Diepenbeek im Alter von 30 Jahren in einem Freundschaftsspiel gegen Österreich in der niederländischen Nationalmannschaft.
Bei der Weltmeisterschaft 1934 in Italien stand er im Aufgebot der Niederlande, kam während des Turniers jedoch nicht zum Einsatz.
Sein viertes und letztes Länderspiel bestritt er am 17. Februar 1935, als die Niederlande der deutschen Nationalmannschaft im Olympiastadion von Amsterdam mit 2:3 unterlagen.

## Erfolge
- Niederländische Meisterschaft: 1931, 1932, 1934 und 1937